# Vacciniina
Vacciniina is een geslacht van vlinders uit de familie Lycaenidae, de kleine pages, vuurvlinders en blauwtjes. Deze groep wordt doorgaans niet beschouwd als een zelfstandig geslacht onderdeel van het geslacht Albulina.

## Soorten
- Vacciniina optilete (Knoch, 1781)
- Vacciniina omotoi Forster, 1972
- Vacciniina alcedo (Christoph, 1877)